# Tiền Đường (quận)
Tiền Đường là một quận trực thuộc thành phố cấp địa khu Hàng Châu, thủ phủ của tỉnh Chiết Giang, nước Cộng hòa Nhân dân Trung Hoa. Tiền thân của quận này là Tân khu Tiền Đường. Quận có 2 khu phát triển cấp quốc gia là khu sản nghiệp tập trung Đại Giang Đông và khu khai phát kinh tế kĩ thuật Hàng Châu. Ngày 09 tháng 04 năm 2021, quận chính thức được thành lập.

## Lịch sử kiến thiết
Năm 1990, thành lập khu khai phát kinh tế kĩ thuật Hàng Châu.

Tháng 4 năm 1993, ban kinh tế Quốc Vụ viện Trung Quốc phê chuẩn việc thành lập khu khai phát này là khu khai phát cấp quốc gia.

Ngày 09 tháng 09 năm 2011, thành lập khu sản nghiệp tập trung Đại Giang Đông.

Ngày 04 tháng 04 năm 2019, thành lập Tân khu Tiền Đường.

Ngày 23 tháng 10 năm 2019, Tân khu Tiền Đường và thành phố cấp phó địa khu Hải Ninh đã ký thỏa thuận hợp tác chiến lược toàn diện. Tân khu Hàng Hải thuộc thành phố Hải Ninh được đưa vào phạm vi quy hoạch chiến lược của Tân khu Tiền Đường.

Ngày 09 tháng 04 năm 2021, thành lập quận Tiền Đường.

## Phân chia hành chính
Bắt đầu từ tháng 4 năm 2021, quận Tiền Đường quản lí 7 nhai đạo:
| Mã hành chính | Tên đơn vị hành chính | Diện tích （m2） | Mã bưu chính | Số xã khu | Số thôn hành chính |
| --- | --------------------- | ---------------- | ------------ | --------- | ------------------ |
| Nhai đạo |                       |                  |              |           |                    |
| 330104009 | Bạch Dương            | 9.2              | 310018       | 14        | 0                  |
| 330104010 | Hạ Sa                 | 85.9             | 310018       | 15        | 0                  |
| 330109008 | Hà Trang              | 69.2             | 311222       | 1         | 20                 |
| 330109007 | Nghĩa Bồng            | 56.48            | 311225       | 3         | 22                 |
| 330109009 | Tân Loan              | 22.05            | 311228       | 1         | 12                 |
| 330109010 | Lâm Giang             | 44.10            | 311228       | 1         | 2                  |
| 330109011 | Tiền Tiến             | 40.54            | 311228       | 0         | 3                  |
| Quận Tiền Đường cũng quản lí khoảng 2.000 mẫu đất ở khu khai hoang Thuận Bá thuộc nhai đạo Ninh Vi của quận Tiêu Sơn |                       |                  |              |           |                    |

## Danh lam thắng cảnh
- Công viên sinh thái chủ đề Hồ Điệp Cốc (Tiền Tiến)
- Công viên đầm lầy Lâm Giang (Giang Hải)